# Conques-en-Rouergue
Conques-en-Rouergue è un comune francese del dipartimento dell'Aveyron della regione dell'Occitania. È stato creato il 1º gennaio 2016 dalla fusione dei preesistenti comuni di Conques, Grand-Vabre, Noailhac e Saint-Cyprien-sur-Dourdou. Il capoluogo è la località di Conques.